# Renildo José dos Santos
Renildo José dos Santos (2 de abril de 1956 - 10 de marzo de 1993) fue un político brasileño. Es considerado uno de los primeros políticos abiertamente LGBT elegidos en Brasil. En 1993, fue asesinado después de declarar públicamente su bisexualidad.
Hijo de Marinete María de Lima, nació en Coqueiro Seco, Alagoas. Tras asumir como concejal municipal (vereador) de Coqueiro Seco, enfrentó constantes persecuciones y amenazas, siendo impedido de ingresar al Concejo Municipal y amenazado con la pérdida de su mandato.
Fue secuestrado por hombres armados el 10 de marzo de 1993, y días después, su cuerpo fue encontrado mutilado y decapitado. El caso tuvo gran repercusión internacional y fue denunciado ante Amnistía Internacional. En 2015, los responsables del crimen comenzaron a cumplir sus penas, después de que Luiz Marcelo Falcão, subteniente retirado de la Policía Militar de Alagoas, confesara su participación en el asesinato de Renildo José dos Santos. Falcão admitió haber participado en el brutal crimen, ocurrido en marzo de 1993, cuando dos Santos fue secuestrado, torturado y decapitado. La confesión de Falcão también implicaba a José Renato de Oliveira, un terrateniente local, como el autor intelectual del asesinato. Oliveira, que tenía 80 años en el momento de su detención, fue acusado de ordenar el asesinato debido a la oposición de dos Santos a su influencia política en Coqueiro Seco.
La memoria de dos Santos es recordada por activistas LGBT y es homenajeado con el Premio de Derechos Humanos Renildo José dos Santos, creado por el Grupo Gay de Bahia. Este premio reconoce a personas que contribuyen significativamente a la promoción de la ciudadanía y los derechos humanos en Brasil.